# 1898 год в музыке

## События
- 7 января — премьера оперы Николая Римского-Корсакова «Садко» в Здании театра Солодовникова в Москве
- Дочь Антонина Дворжака Отилия выходит замуж за ученика своего отца, будущего знаменитого композитора Йозефа Сука[1]

## Классическая музыка
- Сэмюэль Колридж-Тейлор — «Свадебный пир Гайаваты»
- Павел Юон — соната для скрипки и фортепиано № 1 ля-мажор
- Карл Нильсен — скрипичный квартет № 3 ми-бемоль мажор
- Генрик Мельцер-Щавиньский — концерт для фортепиано № 2 до-минор
- Кристиан Август Синдинг — концерт для скрипки ля-мажор

## Опера
- Антонио Брага — «Jupyra»
- Умберто Джордано — «Федора»
- Пьетро Масканьи — «Ирис»
- Эмиль Пессар — «Дама треф» (комическая опера)
- Николай Римский-Корсаков — «Боярыня Вера Шелога»; «Моцарт и Сальери»
- Артур Салливан — «Камень красоты»
- Сэмюэль Колридж-Тэйлор — «Гитаны»
- Ивар Холстром — «Little Karin»

## Родились

### Январь
- 9 января — Грейси Филдс (ум. 1979) — британская певица и актриса
- 23 января — Георг Куленкампф (ум. 1948) — немецкий скрипач, дирижёр и музыкальный педагог
- 28 января — Витторио Риети (ум. 1994) — итальянский и американский композитор

### Февраль
- 3 февраля — Лил Хардин-Армстронг[англ.] (ум. 1971) — американская джазовая певица, композитор и пианистка
- 7 февраля — Док Боггс[англ.] (ум. 1971) — американский певец, автор песен и банджоист
- 12 февраля — Рой Харрис (ум. 1979) — американский композитор и музыкальный педагог
- 15 февраля — Тото (ум. 1967) — итальянский актёр, писатель и поэт-песенник
- 20 февраля — Джимми Янси (ум. 1951) — американский джазовый пианист и композитор
- 28 февраля — Молли Пикон (ум. 1992) — американская актриса и певица

### Апрель
- 3 апреля — Джордж Джессел[англ.] (ум. 1981) — американский актёр, певец и автор песен
- 9 апреля — Поль Робсон (ум. 1976) — американский певец и актёр
- 27 апреля — Григорий Чхиквадзе (ум. 1986) — грузинский советский музыковед-фольклорист и музыкальный педагог

### Май
- 14 мая — Затти Синглтон (ум. 1975) — американский джазовый барабанщик
- 15 мая — Арлетти (ум. 1992) — французская актриса и певица
- 26 мая — Эрнст Бэйкон[англ.] (ум. 1990) — американский композитор, пианист и дирижёр
- 28 мая — Энди Кирк (ум. 1992) ― американский джазовый саксофонист и тубист

### Июнь
- 6 июня — Нинет де Валуа (ум. 2001) — британская артистка балета, хореограф и балетный педагог ирландского происхождения
- 12 июня — Леонид Воинов (ум. 1967) — советский музыкант, композитор и дирижёр
- 29 июня — Ивонн Лефебюр (ум. 1986) — французская пианистка и музыкальный педагог

### Июль
- 4 июля — Гертруда Лоуренс[англ.] (ум. 1952) — британская актриса, певица и танцовщица
- 6 июля — Ханс Эйслер (ум. 1962) — немецкий композитор
- 15 июля — Ноэл Гэй[англ.] (ум. 1954) — британский композитор и автор песен
- 19 июля — Хуан Баутиста Пласа Альфонсо (ум. 1965) — венесуэльский композитор, органист и музыковед

### Август
- 15 августа — Чарльз Тобиас[англ.] (ум. 1970) — американский автор песен
- 24 августа — Фред Роуз (ум. 1954) — американский автор песен, музыкальный продюсер и издатель

### Сентябрь
- 1 сентября
  - Вайолет Карсон[англ.] (ум. 1983) — британская актриса, певица и пианистка
  - Мэрилин Миллер (ум. 1936) — американская актриса и танцовщица
- 26 сентября — Джордж Гершвин (ум. 1937) — американский композитор и пианист
- 27 сентября — Винсент Юманс (ум. 1946) — американский композитор и автор песен

### Октябрь
- 7 октября — Альфред Уолленстайн (ум. 1983) — американский виолончелист, дирижёр и музыкальный педагог
- 8 октября — Кларенс Уильямс[англ.] (ум. 1965) — американский джазовый пианист и композитор
- 18 октября — Лотте Ленья (ум. 1981) — австрийская и американская актриса и певица

### Ноябрь
- 1 ноября — Сиппи Уоллес (ум. 1986) — американская блюзовая певица, пианистка и автор песен
- 17 ноября — Морис Журно (ум. 1999) — французский композитор и пианист
- 18 ноября — Хидэмаро Коноэ (ум. 1973) — японский дирижёр и композитор

### Декабрь
- 3 декабря — Лев Книппер (ум. 1974) — советский композитор
- 5 декабря — Грейс Мур (ум. 1947) — американская оперная певица (сопрано) и актриса
- 14 декабря — Лиллиан Рэндольф (ум. 1980) — американская актриса, певица и радиоведущая
- 24 декабря — Бэби Додс (ум. 1959) — американский джазовый барабанщик

## Скончались
- 7 января — Генрих Лихнер[нем.] (68) — немецкий композитор
- 8 января — Александр Дюбюк (85) — русский пианист, композитор и музыкальный педагог
- 16 января — Антуан Мармонтель (81) — французский композитор, пианист и музыкальный педагог
- 28 января — Александру Флехтенмахер (74) — румынский композитор, скрипач, дирижёр и музыкальный педагог
- 15 февраля — Франц Бер[англ.] (60) — немецкий композитор
- 13 марта — Юлиус Шульгоф (72) — французский и немецкий пианист, композитор и музыкальный педагог
- 23 марта — Тигран Чухаджян (60/61) — турецкий армянский композитор, дирижёр, пианист и музыкальный педагог
- 28 марта — Антон Зайдль (47) — австро-венгерский и американский дирижёр
- 21 апреля — Луи Теодор Гуви (78) — немецкий и французский композитор
- 15 мая — Эде Ременьи[венг.] (70) — венгерский композитор и скрипач
- 16 мая — Жан-Антуан Циннен (71) — люксембургский композитор и дирижёр
- 17 августа — Карл Целлер (56) — австрийский композитор
- 21 августа — Никколо ван Вестерут (40) — итальянский композитор
- 9 сентября — Вильям Чаттертон Дикс (61) — британский композитор и автор религиозных гимнов
- 14 сентября — Адольф Самуэль (74) — бельгийский композитор, дирижёр и музыкальный педагог
- 7 ноября — Макс Альвари (42) — немецкий оперный певец (тенор)
- 13 декабря — Джордж Фредерик Бристоу (72) — американский композитор и скрипач
- 29 декабря — Георг Гольтерман (74) — немецкий виолончелист, композитор и дирижёр
- без точной даты — Агашаяк (79/80) — казахский акын, кюйши, певец и домбрист